# Gupyeong-dong
Gupyeong-dong (koreanska: 구평동) är en stadsdel i staden Busan i den sydöstra delen av Sydkorea, 300 km sydost om huvudstaden Seoul. Den ligger i stadsdistriktet Saha-gu.